# Chiesa di San Francesco (Sutri)

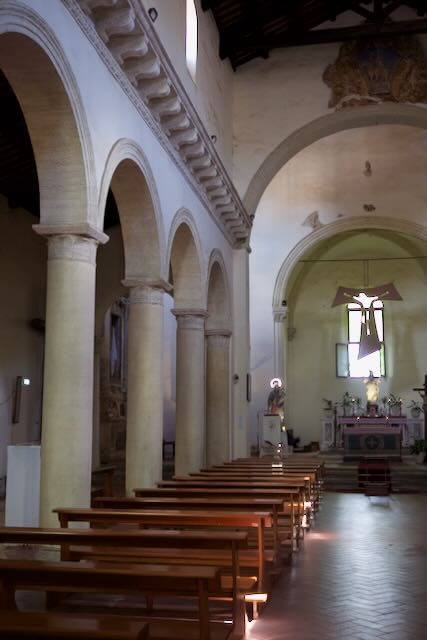
Interno della chiesa di San Francesco a Sutri - particolare della colonne del lato sinistro della navata principale.

La chiesa di san Francesco è un'antica chiesa di Sutri.

## Storia e descrizione
L'antica chiesa con annesso convento è stata fondata dallo stesso San Francesco nel 1222 ed intitolata a Sant'Angelo. Nel convento visse anche S. Antonio da Padova che per un anno, durante il suo peregrinare per l'Italia, ricoprì la carica di maestro dei novizi. La Chiesa, dopo decenni di chiusura a causa dei danni riportati dai bombardamenti del secondo conflitto mondiale, è stata oggetto di un lungo intervento di restauro e restituita ai fedeli ed ai turisti. Interessanti sono gli elementi architettonici dello stile romanico quali la volta a crociera con nervature, la travatura della navata centrale l'altare maggiore ed il tipico campanile a vela.